# Roberto Cavanagh
Roberto Diego Lorenzo Cavanagh y Hearne (Buenos Aires, 12 november 1912 - Venado Tuerto 14 september 2002) was een Argentijns polospeler.

## Biografie
Cavanagh nam deel aan de Olympische Zomerspelen van 1936 in Berlijn als lid van de Argentijnse nationale poloploeg. Hij en zijn ploeg behaalden de gouden medaille. De spelen van 1936 waren de laatste spelen waar polo op het programma stond.

## Belangrijkste resultaten

### Olympische Zomerspelen
| Jaar | Plaats  | Discipline | Resultaat |
| ---- | ------- | ---------- | --------- |
| 1936 | Berlijn | polo       | Goud      |

1900: Beresford, Daly, Keene, Mackey, Rawlinson ·
1908: C. Miller, G. Miller, Nickalls, Wilson ·
1920: Barrett, Lockett, Melvill, Wodehouse ·
1924: Kenny, Miles, Naylor, Nelson, Padilla
1936: Andrada, Cavanagh, Duggan, Gazzotti